# Cofradía de la Fe (Murcia)
La Cofradía del Santísimo Cristo de la Fe es una cofradía de culto católico que tiene su sede canónica en la Iglesia de San Francisco de Asís de los Padres Capuchinos de la ciudad de Murcia (España). 
Participa en la Semana Santa de Murcia desfilando cada Sábado de Pasión inaugurando las procesiones de estilo de Silencio en la ciudad, siendo la cofradía murciana de más reciente creación.

## Historia
La Cofradía del Santísimo Cristo de la Fe fue creada en 1999 por un grupo de profesores del Colegio San Buenaventura, institución educativa ligada desde sus inicios a los Padres Capuchinos. Es por tanto la cofradía más reciente de todas las que componen el Cabildo Superior de Murcia. Su primera estación de penitencia se produjo en el año 2000 con un solo paso y hermandad, la del Santísimo Cristo de la Fe. El paso y hermandad de Santa María de los Ángeles salió por vez primera en la Semana Santa de 2008.
Estamos ante la primera cofradía de estilo de silencio que sale a las calles murcianas. Al surgir en el seno del Colegio San Buenaventura recibe el apelativo popular de la procesión de los capuchinos. 
Siendo una procesión de estilo de silencio, introduce como novedades el uso del llamador para los pasos en vez de la campana. Sin embargo, al igual que la Cofradía del Yacente o la procesión de la Soledad, lleva nazarenos estantes en sus pasos a la manera tradicional ya que sus tronos no se apoyan en patas sino con las típicas orquillas de madera denominadas igualmente estantes, aunque la vestimenta de estos nazarenos es la propia del estilo de silencio.

## Pasos y Hermandades
La cofradía de la Fe cuenta con dos hermandades y sus respectivos pasos, por orden de salida en procesión:
- Santa María de los Ángeles. Del escultor ciezano Antonio Jesús Yuste Navarro (2014), siendo la primera obra del autor en la Semana Santa de la ciudad de Murcia. Advocación típicamente franciscana que sustituye a otra imagen anterior de Pedro Arrue.
- Santísimo Cristo de la Fe (Titular de la Cofradía). Antonio Dorrego, 1954, único crucificado sin policromar que desfila en la Semana Santa de Murcia

Los tronos de esta Cofradía son los únicos de madera tallada sin dorar de la Semana Santa murciana.

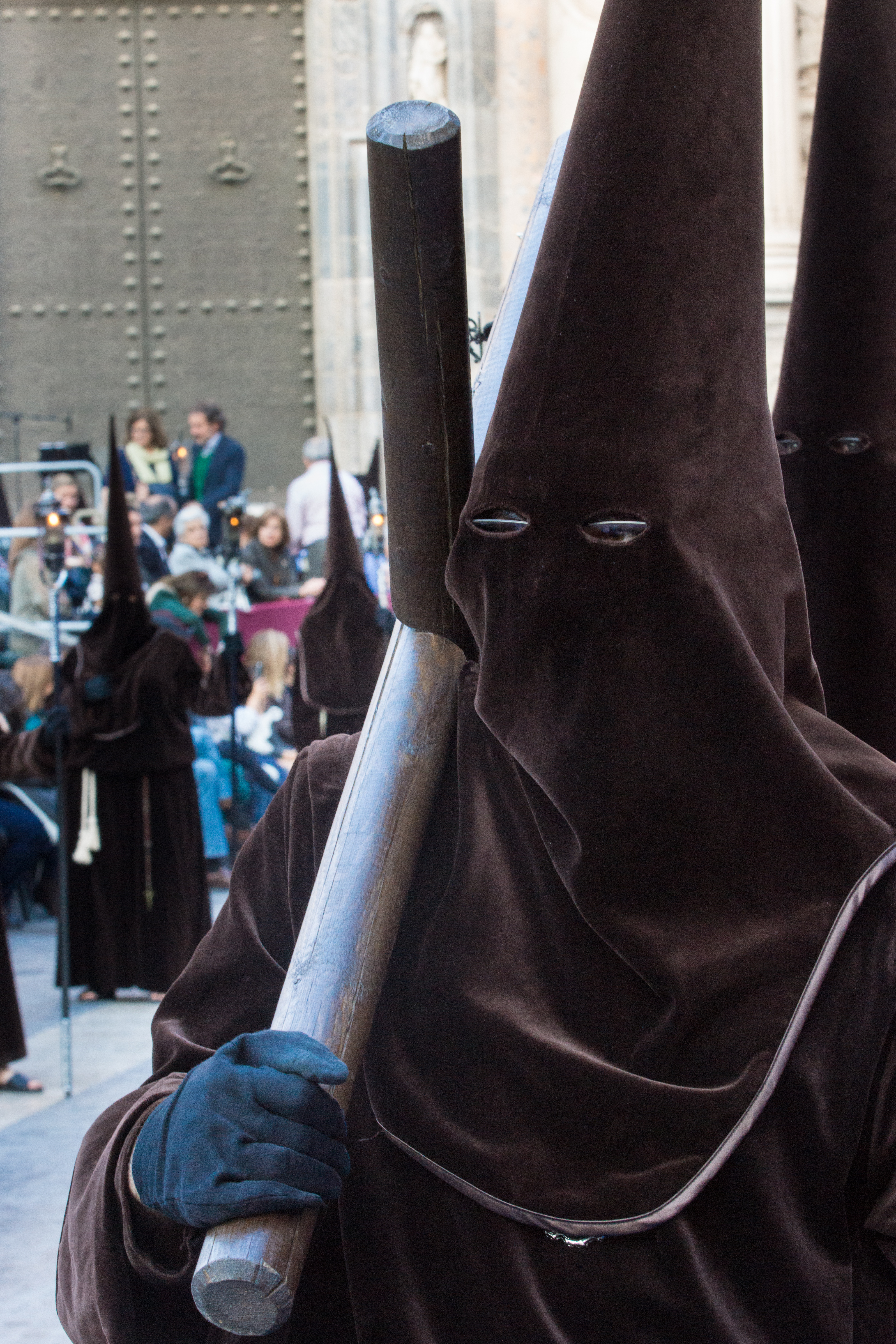
Detalle de un penitente de la Fe

## Vestimenta
Túnica de terciopelo marrón con el cíngulo de cuerda frailuno y guantes negros, el escudo de la cofradía va en forma de escapulario metálico. Los nazarenos calzan sandalias frailunas negras. En la caída trasera de la túnica del capuz (o capirote) aparecen bordadas las siglas SCF (Santísimo Cristo de la Fe).

## Itinerario
Plaza Circular, Gran Vía de Alfonso X el Sabio, Plaza de Santo Domingo, Trapería, Plaza de Hernández Amores, Escultor Salzillo, Plaza del Cardenal Belluga, Frenería, Puxmarina, Sociedad, San Bartolomé, Esteve Mora, Jabonerías, Pl. Romea, Echegaray,  Santa Clara, Enrique Villar, Santa Ana, Plaza de Santa Ana, Gran Vía Alfonso X el Sabio, Plaza Circular.
A destacar la impresionante salida del cortejo, ya que la puerta de la iglesia es insuficiente para que la imagen titular salga sobre el trono por lo que el Santísimo Cristo de la Fe es alzado mediante cuerdas siendo colocado en su paso en la misma puerta de la iglesia. 
De los mejores momentos del cortejo es el discurrir de la procesión por los jardines de la plaza Circular y el paseo central de la Gran Vía Alfonso X bajo la luz de la tarde primaveral.